# Byron Janis
Byron Janis (24. března 1928 McKeesport – 14. března 2024 New York) byl americký klavírista. Hudbě se věnoval již od dětství, později studoval u Vladimira Horowitze. Roku 1960 byl pozván na koncertní turné do Sovětského svazu. V roce 1967 byl na návštěvě u přítele na francouzském zámku a objevil zde dva do té doby neznámé manuskripty Fryderyka Chopina. V roce 2010 vydal autobiografickou knihu s názvem Chopin and Beyond: My Extraordinary Life in Music and the Paranormal. Roku 2016 bylo společností Paramount Pictures oznámeno, že pracuje na celovečerním životopisném filmu o jeho životě. Film byl měl vycházet z Janisovy autobiografie.
Jeho jediný Stefan, kterého měl z prvního manželství s herečkou June Dickson Wrightovou, zemřel v roce 2017.
Janis zemřel 14. března 2024 v nemocnici na Manhattanu ve věku 95 let.